# 古田徹也
古田 徹也（ふるた てつや、1979年 - ）は、日本の倫理学者・哲学者、東京大学准教授。専門は現代哲学、現代倫理学。

## 人物・来歴
熊本県水俣市生まれ。2002年東京大学文学部倫理学科卒業、2008年同大学院人文社会系研究科博士課程単位取得退学。2011年「何が真理という概念を構成するのか :ウィトゲンシュタインの人間論研究に向けて」で、博士（文学）。2013年新潟大学人文社会・教育科学系准教授、2017年専修大学文学部准教授を経て、2019年東京大学大学院人文社会系研究科准教授。放送大学客員准教授も務める。
2019年『言葉の魂の哲学』でサントリー学芸賞受賞。

## 著書
- 『それは私がしたことなのか: 行為の哲学入門』新曜社 2013
- 『言葉の魂の哲学』講談社選書メチエ 2018
- 『不道徳的倫理学講義 人生にとって運とは何か』ちくま新書、2019年
- 『ウィトゲンシュタイン　論理哲学論考』（KADOKAWA、2019年）
- 『はじめてのヴィトゲンシュタイン』NHKブックス、2021
- 『いつもの言葉を哲学する』朝日新書、2021
- 『このゲームにはゴールがない　ひとの心の哲学』筑摩書房、2022
- 『謝罪論　謝るとは何をすることなのか』柏書房、2023

### 共著
- 『経験論から言語哲学へ』勢力尚雅共著 放送大学教育振興会、2016

### 訳書
- コーラ・ダイアモンド『ウィトゲンシュタインの講義 数学の基礎篇 ケンブリッジ 1939年』（大谷弘との共訳）、講談社学術文庫、2015年
- ルートウィヒ・ウィトゲンシュタイン『ラスト・ライティングス』、講談社、2016年
- 大庭健編『現代倫理学基本論文集III 規範倫理学篇2』（監訳、第五章の翻訳、解説）、勁草書房、2021年